# Ólafur Gíslason
Ólafur Gíslason, född 7 december 1691 i Ytri-Njarðvík, död 2 januari 1753, var en isländsk biskop.
Efter att ha genomgått Skálholts latinskola var Ólafur under åtskilliga år domkyrkopräst vid katedralkyrkan där, blev häradsprost och behöll samma värdighet, då han förflyttades till Odda i Rangárvallasýsla. Då biskopsstolen i Skálholt 1743 blev ledig, utpekades han av den dåvarande kyrkovisitatorn, senare biskopen Ludvig Harboe, som kandidat till denna, trots att han saknade akademisk utbildning. Han lät sig 1747 motvilligt utnämnas till biskop och innehade detta ämbete till sin död. Han uppges ha saknat förmåga att göra sig gällande och var under sin ämbetstid föga framträdande.